# Рока ди Папа
Рока ди Папа (итал. Rocca di Papa) је насеље у Италији у округу Рим, региону Лацио.
Према процени из 2011. у насељу је живело 15036 становника. Насеље се налази на надморској висини од 567 м.

## Становништво
Према резултатима пописа становништва 2011. у општини је живело 15.576 становника.
| 1931. | 1936. | 1951. | 1961. | 1971. | 1981. | 1991.  | 2001.  | 2011.  |
| ----- | ----- | ----- | ----- | ----- | ----- | ------ | ------ | ------ |
| 4.996 | 5.280 | 6.351 | 7.588 | 7.877 | 8.956 | 11.142 | 13.014 | 15.576 |

## Партнерски градови
- Дјаманте
- Ландсберг ам Лех
- Alanís